# Marblepsis lowa
Marblepsis lowa är en fjärilsart som beskrevs av Collenette 1937. Marblepsis lowa ingår i släktet Marblepsis och familjen tofsspinnare. Inga underarter finns listade i Catalogue of Life.